# Premio Raúl Prado Cavada
El Premio Raúl Prado Cavada es un reconocimiento entregado por el Club Social y Deportivo Colo-Colo a quien haya sido un aporte desde distintas áreas al ámbito deportivo a nivel colocolino o nacional. Lleva el nombre en homenaje del destacado periodista y relator deportivo Raúl Prado Cavada y se ha entregado cada año casi de manera ininterrumpida, generalmente en el mes de abril durante las celebraciones de aniversario del club, desde su primera versión en el año 1984.
Julio Martínez Prádanos y Vladimiro Mimica son los únicos que lo han recibido en dos ocasiones. En 2003 fueron dos los destacados, Luis Isla y Héctor Vega Onesime.

## Raúl Prado Cavada
Raúl Prado Cavada fue un destacado relator deportivo chileno, reconocido por su estilo apasionado y su capacidad para transmitir emociones en partidos históricos como el Chile vs. Yugoslavia (1-0) en el Mundial de 1962, o el triunfo de Colo-Colo sobre Botafogo (1-2) en la Copa Libertadores de 1973. También es recordado por su narración del penal errado por Carlos Caszely en el Mundial de 1982.
Inició su carrera en 1954 en Radio Chacabuco de Quillota, dejando sus estudios de derecho para dedicarse a la radiofonía. Trabajó en emisoras como Radio Agricultura y Radio Corporación, donde formó parte de Cabalgata Deportiva Gillette. Junto a figuras como Julio Martínez y Sergio Livingstone, relató eventos clave, como el Mundial de 1962, y luego integró programas como Tribuna Deportiva y Deporte Total. También incursionó en televisión, comentando los mundiales de fútbol de 1978 y 1982, pese al agresivo cáncer que padecía.
Falleció el 24 de mayo de 1983 debido a una embolia pulmonar agravada por su delicado estado de salud. Su legado perdura como una de las voces más emblemáticas del relato deportivo chileno.

## Lista de galardonados
- 1984: Julio Martínez Prádanos[2]
- 1985: Raúl Pizarro
- 1986: Renato González Moraga[3]
- 1987: Vladimiro Mimica
- 1988: Nicanor Molinare de la Plaza[4]
- 1989: Edgardo Marín[5]
- 1990: Raúl Hernán Leppé
- 1991: Sergio Livingstone[6]
- 1992: Milton Millas
- 1993: Juan Facuse
- 1994: Pedro Carcuro
- 1995: Julio Salviat[7]
- 1996: Roberto Vallejos[8]
- 1997: Abraham Dueñas Strugo[9]
- 1998: Sergio Gilbert[10]
- 1999: Pedro Pavlovic[11]
- 2000: Marco Antonio Cumsille
- 2001: Julio Martínez Prádanos[12]
- 2002: Igor Ochoa
- 2003: Luis Isla - Héctor Vega Onesime
- 2004: No se entregó
- 2005: No se entregó
- 2006: Hans Marwitz[13]
- 2007: No se entregó
- 2008: No se entregó
- 2009: No se entregó
- 2010: Danilo Díaz[14]
- 2011: Sergio Brotfeld[15]
- 2012: Francisco Sagredo[16]
- 2013: Juan Carlos Villalta[17]
- 2014: No se entregó
- 2015: Esteban Abarzúa[18]
- 2016: Luis Urrutia O'Nell[19]
- 2017: José Arnaldo Pérez[20]
- 2018: Rodrigo Hernández[21]
- 2019: Axel Pickett[22]
- 2020: No se entregó
- 2021: Marcelo González[23]
- 2022: Pamela Juanita Cordero[24]
- 2023: Alberto Arellano Jordán[25]
- 2024: Sebastián Salinas Gaete[26]
- 2025: Vladimiro Mimica[27]